# クルマのふたり〜TOKYO DRIVE STORIES
『クルマのふたり〜TOKYO DRIVE STORIES』は、TwellVで放送されていたテレビドラマ。2011年10月22日から毎週土曜 20:00 - 20:30 (JST) に放送。実質的には隔週放送で、本放送の翌週に再放送を行なう。また、ソニー損保のウェブサイトでスピンオフドラマが公開されている。

## 概要
TwellV初のオリジナルドラマとして制作。各回30分、全10編のオムニバスドラマ。出演は二人だけ、おもにクルマの中での会話劇、ロケーション撮影というコンセプトは全編共通だが、二人の出演者とシチュエーションは毎回異なる。

## エピソード

### テレビ放送
| 各話   | 放送日         | サブタイトル           | 脚本     | 演出     | 出演者 - 役名                                     |
| ------ | -------------- | ---------------------- | -------- | -------- | ------------------------------------------------- |
| 第1話  | 2011年10月22日 | オオカミは天使の匂い   | 龍樹     | 操上和美 | 宇崎竜童 - 村越誠児 西岡徳馬 - キムラ             |
| 第2話  | 11月05日       | 誰にも教えたくない場所 | 龍樹     | 松木創   | 哀川翔 - 岩井庄輔 岡本玲 - 坂下なつみ             |
| 第3話  | 11月19日       | 頼むから静かにしてくれ | 龍樹     | 松木創   | 石黒賢 - 島田一章 鈴木亜美 - 秋乃                 |
| 第4話  | 12月03日       | 眺めのいい部屋         | 末安正子 | 根本和政 | 中山忍 - 細野かおり 石黒英雄 - 大森豪             |
| 第5話  | 12月17日       | クルマの中のクリスマス | 龍樹     | 星田良子 | 水夏希 - 白石真澄 伊澤柾樹 - 野上俊平             |
| 第6話  | 2012年01月07日 | それぞれの夢と現実     | 末安正子 | 根本和政 | 菊川怜 - 森杉彩 佐藤祐基 - 三上昇                 |
| 第7話  | 1月21日        | お楽しみはこれからだ   | 龍樹     | 松木創   | 長谷川朝晴 - サンシャイン金之助 阿南健治 - 銀次郎 |
| 第8話  | 2月04日        | 白いドレスの女         | 岩田元喜 | 根本和政 | 吉田鋼太郎 - 石川恒彦 小川奈那 - 石川恵           |
| 第9話  | 2月18日        | プリティー・ウーマン   | 末安正子 | 根本和政 | 安達祐実 - 沢村梓 仁科亜季子 - 常盤仁美           |
| 第10話 | 3月03日        | 突然の訪問者           | 龍樹     | 松木創   | 加藤雅也 - 広瀬信之 平山あや - 吉川千秋           |
| 特別篇 | 3月31日        | めぐりあう時間         | 龍樹     | 星田良子 | 加藤雅也、若村麻由美 別所哲也ほか                 |

### スピンオフドラマ
川野直輝が飯田良平、成島桃香が山城知花を演じる。
| 各話   | 公開日         | サブタイトル           |
| ------ | -------------- | ---------------------- |
| 第1話  | 2011年10月24日 | 新車でドライブ         |
| 第2話  | 11月07日       | 彼女は同級生           |
| 第3話  | 11月21日       | 思い出の東京タワー     |
| 第4話  | 12月06日       | 彼女の過去をリサイクル |
| 第5話  | 12月19日       | 彼女のお天気           |
| 第6話  | 2012年01月10日 | それぞれの夢と現実     |
| 第7話  | 1月24日        | 喧嘩の後の仲直り       |
| 第8話  | 2月06日        | 彼女の涙とシャボン玉   |
| 第9話  | 2月20日        | 彼女が選んだ道         |
| 第10話 | 3月05日        | そして、未来へ         |

## スタッフ
- プロデューサー：中山和記、伊賀宣子
- 製作・著作：TwellV、バンエイト